# Sant’Eustachio
Sant’Eustachio – rione, jedno z dwudziestu dwóch rioni Rzymu, tradycyjnych jednostek podziału administracyjnego miasta, dotyczącego części wewnątrz murów aureliańskich (z niewielkimi wyjątkami). Stanowi część gminy Municipio Roma I.
Współcześnie Sant’Eustachio ma powierzchnię 0,17 km², a w 2015 zamieszkiwało je 2 450 mieszkańców.
Historyczny numer dzielnicy to R. VIII.